# Pedro Canário
Pedro Canário est une municipalité brésilienne située dans l'État de l'Espirito Santo.